# Humberto Araújo

HUMBERTO ARAÚJO: saxofonista, flautista e arranjador

Humberto de Araújo Reis Júnior (Rio de Janeiro, 23 de setembro de 1959) é um saxofonista, flautista, arranjador e produtor musical brasileiro, sendo considerado um dos maiores saxofonistas do Brasil. Renomado músico do cenário artístico brasileiro, Humberto Araújo é saxofonista, flautista, arranjador, compositor e produtor.
Recebeu indicações ao Latin Grammy Award, Prêmio da Música Brasileira, Prêmio TIM da Música Brasileira, Prêmio Rival/PETROBRAS-BR. Premiado pela melhor trilha sonora no Festival de Cinema de Fortaleza. 
Foi, ainda, agraciado com Moção de Honra pelos trabalhos prestados à cultura carioca. 

## Biografia
Cursou o bacharelado em regência pela Escola de Música da UFRJ e saxofone com o maestro Paulo Moura e Nivaldo Ornellas.
No início dos anos ’80, Humberto Araújo transforma-se num dos mais requisitados instrumentistas brasileiros, atuando ao lado dos maiores nomes da MPB, tanto como instrumentista, como arranjador e produtor somando cerca de 1.000 faixas gravadas, incluindo solo-destaques e mais de 300 arranjos e orquestrações.
Entre outros, podemos citar sua participação ao lado de artistas como Zeca Pagodinho, Martinho da Vila, Paralamas do Sucesso, Seu Jorge, Adriana Calcanhoto, Jorge Benjor, Paulinho da Viola, Beth Carvalho, Cidade Negra, Roberta Sá, Carlos Lyra, Casuarina, Tim Maia, Zé Ramalho, Grupo Fato, Leny Andrade, MPB 4, Leila Pinheiro, Nei Lopes, Emílio Santiago, Paulo Moura, Matti Caspi (Israel), Arlindo Cruz & Sombrinha, Elza Soares, Luiz Melodia, Gabriel Moura, Fafá de Belém, Luiz Carlos da Vila, Ivan Lins, Cáudio Jorge, Ruy Mingas (Angola), André Mingas (Angola), Capitão Fausto (Portugal), Orlandivo, Paulinho Moska, Quarteto em Cy, Caetano Veloso, João Donato, Chico Buarque, Maria Bethânia, Ivete Sangal]]o, Lenine, Daniela Mercury, The Temptations (USA), Alcione, Alexandre Pires, Braguinha, Nelson Gonçalves, Miúcha, Jards Macalé, Wilson das Neves, Dona Ivone Lara, Elton Medeiros, Emílio Santiago, Eduardo Dusek, Jair Rodrigues, Roberto Silva. 
Discografia
Em 2004 lançou o seu primeiro álbum, Choro Criolo (FinaFlor Discos). Foi lançado em shows por todo o Brasil e na França.
Produtor, em 2008 Luiz Melodia - Estação Melodia (Biscoito Fino).
No ano de 2009, Humberto Araújo gravou Sambas Instrumentais (FinaFlor/SESC).
Em 2014, Subúrbio Bossanova, de sua Orquestra Criôla.

### Premiações / Indicações
Em 1985, Humberto Araújo recebeu o Troféu Iracema, sendo este o prêmio de melhor música no Festival de Cinema de Fortaleza na produção cinematográfica A Última Canção do Beco (de João Velho).
Foi indicado a diversos prêmios, tais como: 
2005, Prêmio Rival/Petrobrás com Choro Criolo (FinaFlor Discos).
2008 Latin Grammy Award com Luiz Melodia - Estação Melodia (Biscoito Fino)(
2015, Prêmio da Música Brasileira com Subúrbio Bossanova da Orquestra Criôla
Humberto Araújo recebeu a Moção de Louvor da Câmara Municipal do Rio de Janeiro, por sua contribuição à execução e difusão do Choro e luta em defesa das tradições culturais cariocas.[carece de fontes?]
Dias de hoje

Álbum indicado ao Prêmio da Música Brasileira 2015

Residindo em Lisboa desde 2017, Humberto Araújo mantém as suas atividades como arranjador, instrumentista, produtor e diretor artístico da OSHUN DO TEJO STUDIO PRUCTIONS. Além de seus 3 álbuns de canções originais planejados para 2024, Yamandu Costa, Rogério Skylab, Kiki Corona (Cuba), Vannia Borges (Cuba), Xiomara Fortuna (Rep. Dominicana), Marcelo Dellamea (Argentina), Clari Costa, Zé Paulo Becker, Manoel Cordeiro, Rodrigo Campello, Bernardo Lobo, Mu Chebabi, Cacáudio & Carlos Fernado, Marlon Sette, Joyce Cândido são alguns dos artistas contemplados pelas atividades de Humberto Araújo à frente do OSHUN DO TEJO STUDIO.